# إلياس زخريا
إلياس خليل زخريا (1911 -1986م) أديب سياسي وإداري لبناني.

## السيرة
إلياس زخريا ولد في بلدة حامات رأس الشفعة من قضاء البترون في لبنان عام 1911م، ودرس في (الكلية العلمانية) في حمص، ثم في (الجامعة اليسوعية) في بيروت، ودرس العلوم الأدبية في باريس بجامعة السوربون، وهو كاتب وإداري، أديب وناشط ديني وسياسي، شاعر وثائر وصحافي، شارك في جمعية قومية اسمها الغساسنة و (جمعية أهل العلم)، توفي عام 1986م.إضافة إلى إنه كان أديباً وإدارياً عمل في النضال السياسي، وفي العمل التربوي، وفي إدارات الدولة المتعددة منها: وزارة التربية، ووزارة الزراعة، وعمل في هيئة الإصلاح الإداري، ومجلس الخدمة المدنية، وتعاونية موظفي الدولة، انتهاءاً بوزارة العدل. اتخذ من التقدمية الاشتراكية طريقاً إلى تحرير المجتمع وإصلاحه، وآمن بقومية لبنان العربية، وكان قد أسس مع رفاق له (منظمة الغساسنة) وكان هدفها جمع شتات الشباب اللبناني وتوثيق عرى التفاهم بينهم، ثم قاموا بحلها.
وهو أديب يكتب بلغة سليمة ونثر محكم، في أدبه لوحات رائعة في وصف القرية اللبنانية، من (دالية)، و (سنديانة)، و (كنيسة)، و (عبق البخور). فقد بصره في السنوات الأخيرة من عمره. منح (وسام المعارف) المذهب من الدرجة الأولى بعد وفاته. له عدد من المقالات والقصائد نشرت في عدة صحف ومجلات منها: صحيفة المعرض، والجمهور، والعرائس، والأديب، والأحرار، والنهار، والديار، والبلاد، وكل شيء بيروت، والهدف.كما راسل صحف أخرى في الخارج.

## مؤلفاته وشعره
- الأرثوذكسية قومية لا دين.
- ترك ستة عشر كتاباً كان قد هيأها للنشر وصنفها وأراد دفعها للنشر دفعة واحدة، لكنها لم تبصر النور وهو على قيد الحياة. [5]

له عدة دواوين مخطوطة منها:
- اللؤلؤ الأحمر.
- أصابع اليقين.
- وطن.
- شعر ونثر
- أختي.
- أناشيد.

بعض من عناوين قصائده:
- قصة طويلة
- قصيدة: القمر
- غرفة مغلقة

له عدة مقالات من فنون النثر (مخطوطة):
- عيون الورد (حكايات أولاده وبيته).
- الورق المقطف (في جزأين)،.
- ثمالات في القلب.
- ثمالات في القومية.
- ثمالات في الموت.
- على رصيف المرفأ: (رحلة اغتراب).
- أعمدة محطمة، مجالس الأدباء والشعراء. (من عام 1930 وحتى 1945).
- صور عن الحركة الأدبية في لبنان.
- العنقاء (دراسة).

## الأوسمة
- حصل على وسام الأرز الوطني برتبة فارس (1959) .
- تم تكريمه بعد وفاته بوسام التربية الوطنية المذهّب.[6]